# Festival Internacional de Cinema de Sant Sebastià 1967
La 15a edició del Festival Internacional de Cinema de Sant Sebastià va tenir lloc entre el 12 i el 21 de juny de 1967. En aquesta edició continuava tenint la categoria A de la FIAPF, és a dir, festival competitiu no especialitzat.

## Desenvolupament
Fou inaugurat el dia 13 de juliol al Palau Sant Telmo pel nou director del festival, Miguel de Echarri, l'alcalde de Sant Sebastià José Manuel Elósegui Lizariturry i el subdirector general de Cinematografia Florentino Soria, i va acabar amb un concert de Nicanor Zabaleta i un castell de focs artificials. Hi van assistir els actors espanyols Marisol González (nomenada locutora oficial del festival), Isabel Garcés, Pilar Cansino, María Martín, Rosanna Yanni, José Bódalo, Eduardo Fajardo i José Bastida. La primera pel·lícula projectada fou El Dorado de Howard Hawks amb John Wayne i Robert Mitchum. El dia 14 es va projectar Szevasz, Vera ! de János Herskó, mentre a la secció informativa es van projectar Cul-de-sac de Roman Polanski i Blow Up de Michelangelo Antonioni. El dia 15 es projectaren ¡Al diablo con este cura! i Zwei wie wir. El dia 15 s'estrena The Family Way i La ragazza e il generale, protagonitzada per Virna Lisi i Rod Steiger. El dia 17 es va projectar La loi du survivant i fora de concurs Béla de Stanislav Rostotski. El dia 18 i 19 es van exhibir Una historia de amor de Jordi Grau i Solà, Le scandale i Dos a la carretera. El dia 20 es van exhibir Marat-Sade, que s'exhibia fora de concurs, i Vražda po česku. El dia 21 es van entregar els premis.

## Jurat oficial
- Conchita Montes
- Alberto Lattuada
- José Luis Dibildos
- Francisco Echeverría
- Oldřich Lipský
- Jack Rose
- Guy Tesseyre

## Retrospectiva
La retrospectiva d'aquesta edició fou dedicada al "Nou cinema espanyol".

## Selecció oficial
Les pel·lícules de la selecció oficial de 1967 foren:
- ¡Al diablo con este cura! de Carlos Rinaldi
- Descalços pel parc de Gene Saks (fora de concurs)
- Diminețile unui băiat cuminte d'Andrei Blaier
- El Dorado de Howard Hawks
- Il tigre de Dino Risi
- La loi du survivant de José Giovanni
- La ragazza e il generale de Pasquale Festa Campanile
- Le scandale de Claude Chabrol
- Marat-Sade de Peter Brook (fora de concurs)
- Szevasz, Vera ! de János Herskó
- The Family Way de John Boulting i Roy Boulting
- Dos a la carretera de Stanley Donen
- Una historia de amor de Jordi Grau i Solà
- Vražda po česku de Jiří Weiss
- Jowita de Janusz Morgenstern
- Zwei wie wir de Karl Hamrun

## Palmarès
Els premis atorgats en aquesta edició foren:
- Conquilla d'Or a la millor pel·lícula Dos a la carretera, de Stanley Donen
- Conquilla d'Or (curtmetratge): Piero Gherardi, de Nadia Werba
- Conquilla de plata: Il tigre de Dino Risi
- Conquilla de plata: Vražda po česku de Jiří Weiss
- Premi Sant Sebastià a la millor direcció: Janusz Morgenstern, per Jowita
- Premi Sant Sebastià d'interpretació femenina: Serena Vergano, per Una historia de amor, de Jordi Grau i Solà
- Premi Sant Sebastià d'interpretació masculina: (Ex-aequo) 
  - John Mills, per "The Family Way", de John i Roy Boulting 
  - Maurice Ronet, per "Le scandale", de Claude Chabrol